# Bewerbervorauswahl
Durch die Bewerbervorauswahl, auch Personalvorauswahl genannt, sollen aus dem Kreis der Bewerber für einen Arbeitsplatz diejenigen Personen selektiert werden, die vorrangig für die zu besetzende Stelle in Betracht kommen, weil sie das Anforderungsprofil erfüllen. Umgekehrt sollen Bewerber, die für die zu besetzende Stelle nicht geeignet sind, herausgefiltert werden. Die Bewerbervorauswahl ist Teil des Personalbeschaffungsprozesses. Sie wird üblicherweise von Personalreferenten durchgeführt.

## Kriterien und Instrumente
Bei traditionellen Bewerbungen werden im Rahmen der Vorauswahl die eingereichten Bewerbungsunterlagen gesichtet und analysiert. In der Regel werden dabei stets folgende Punkte geprüft:
- Einhaltung der Formalien, insbesondere Fehlerfreiheit und Vollständigkeit der Bewerbungsunterlagen
- Motivation des Bewerbers
- Zeugnisse
- Lückenlosigkeit des Lebenslaufs

Bezieht sich die Bewerbung auf eine Stelle im öffentlichen Dienst in Deutschland, so wird in der Regel auch darauf geachtet, ob der Bewerber schwerbehindert oder einem schwerbehinderten Menschen gleichgestellt ist. Liegt eine Schwerbehinderung oder Gleichstellung vor, so sind öffentliche Arbeitgeber grundsätzlich verpflichtet, die betreffenden Bewerber zu Vorstellungsgesprächen einzuladen (§ 165 Satz 2 SGB IX). Das Merkmal „Schwerbehinderung“ wird daher bereits bei der Personalvorauswahl zu Gunsten der Bewerber berücksichtigt.
Weitere Instrumente der Bewerbervorauswahl sind:
- Einholung von Referenzauskünften bei ehemaligen Arbeitgebern der Bewerber
- Telefoninterviews mit den Bewerbern
- Eignungstests, insbesondere Sprachtests
- Selbstbeschreibungsfragebögen, die von den Bewerbern ausgefüllt werden
- Online-Assessments

Auf Grundlage der Ergebnisse des Vorauswahlverfahrens wird entschieden, welche Personen im Bewerbungsverfahren verbleiben und welche Personen ausscheiden.

## Outsourcing und Einsatz von Recruitmentsoftware
Die Personalvorauswahl kann – je nach Zahl der zu analysierenden Bewerbungen – aufwändig und damit personalintensiv sein. Deshalb lagern einige Unternehmen diesen und gegebenenfalls andere Schritte des Personalbeschaffungsprozesses auf externe Dienstleister aus (so genanntes Recruitment Process Outsourcing). Die Personaldienstleister treffen aus den Bewerbern eine Vorauswahl. Das beauftragende Unternehmen wird nur mit Bewerbern konfrontiert, die das Anforderungsprofil erfüllen.
Andere Unternehmen setzen bei der Personalrekrutierung teilweise oder ausschließlich auf Online-Bewerbungen. Die von den Bewerbern im Online-Formular eingegebenen Daten können automatisiert mit dem Anforderungsprofil der Stelle abgeglichen werden. Ein manueller Abgleich erübrigt sich damit. Allerdings erfolgt die endgültige Bewerbervorauswahl nicht durch eine Software, da ansonsten gegen das Verbot der automatisierten Einzelentscheidung (§ 6a Absatz 1 BDSG) verstoßen werden würde.